# Riesa-Großenhain (district)
Districtul Riesa-Großenhain este un Kreis în landul Saxonia, Germania. 